# Gara University (Anglia)
Gara University este o stație de cale ferată care deservește Universitatea din Birmingham, Birmingham Women's Hospital și Queen Elizabeth Hospital din West Midlands, Anglia. Aceasta este situată pe linia Cross-City care merge de la Redditch spre Lichfield via Birmingham New Street. Cele mai multe servicii sunt operate de West Midlands Trains, care administrează și gara. Unele trenuri sunt operate de CrossCountry.

## Istoric
Situată pe fosta linie Birmingham West Suburban, University a fost construită în 1977/8 ca parte a dezvoltării liniei Cross-City. Garaa a fost deschisă pe 8 mai 1978 de către William Rogers, Secretarul de Stat pentru Transporturi. Deși aceasta a fost prima stație din acest nou proiect, este situată la o scurtă distanță de fosta gară Somerset Road, care a fost închisă în anii 1930. Linia a fost electrificată în anul 1993 și trenuri electrice din clasa 323 au fost introduse de către British Rail pentru serviciile locale.
În 2017, a fost anunțat că gara University ar putea primi până la 10 milioane de lire sterline drept fond de dezvoltare pentru a îmbunătăți experiența pasagerilor și de a reduce supraaglomerarea, ca parte a unei strategii guvernamentale dedicată Midlands.

## Facilități
Accesul pietonal se face prin University Road West, în apropiere de Medical School și stația de autobuz - la aproximativ de 330 de metri (300330 yarzi (300 m) la deal din Piața Universității. Din cauză că gara este localizată pe un drum mic în campus, nu există nici un loc parcare. Cu toate acestea, gara Selly Oak, care se află în apropeire, are o parcare. Gara este situată de-a lungul canalului Worcester and Birmingham, un traseu popular pentru ciclism și jogging. Accesul este la nivel cu strada.
Gara este singura din  Marea Britanie construită cu scopul de a deservi o universitate. Pe peronul 2 există o sală de așteptare. Există și două automate de bilete și două ghișee care sunt deschise toată ziua de luni până sâmbătă și de la 9:20 duminica. Ambele peroane pot fi accesate cu liftul. În 2009, au fost instalate bariere automate de bilete.

## Servicii
Gara este deservită de trenuri locale operate de West Midlands Trains cu trenuri din clasa 323 cu trei sau șase vagoane. Pentru distanțe mai lungi, trenurile operate de West Midlands Trains spre Hereford și de CrossCountry spre Cardiff și Nottingham sunt de tipul Turbostar, pe bază de motorină.
Gara University este a șasea cea mai aglomerată gară din zona West Midlands în ceea ce privește numărul de pasageri și cea mai aglomerate fără o legătură directă spre Londra. În anul financiar 2009-2010, peste două milioane de bilete au fost vândute spre și dinspre gară.

### Peronul 1 (spre nord)
Toate serviciile de la peronul 1 opresc la Birmingham New Street, cu un timp mediu de călătorie de 8 minute.
- 2 trenuri pe oră spre Four Oaks, oprind la toate stațiile, operate de WMT.
- 2 trenuri pe oră spre Lichfield City, oprind în toate gările, cu excepția Shenstone și Duddeston, operate de WMT.
- 2 trenuri pe oră spre Lichfield Trent Vale, oprind la toate stațiile, cu excepția Duddeston, operate de WMT.
- 1 tren pe oră spre Birmingham New Street, operat de WMT.
- 1 tren pe oră spre Nottingham, operat de CrossCountry.

### Peronul 2 (spre sud)
- 3 trenuri pe oră spre Bromsgrove, cu unul oprind la toate stațiile și 2 oprind în toate gările cu excepția Barnt Green, operate de WMT. Câteva trenuri se opresc la Longbridge.
- 3 trenuri pe oră spre Redditch, oprind la toate stațiile, operate de WMT.
- 1 tren pe oră spre Hereford, oprind la Bromsgrove, Droitwich Spa, Worcester Foregate Street și apoi toate gările până la Hereford, operate de WMT. Câteva trenuri opresc, de asemenea, la Barnt Green[7]. La orele de vârf de seară există trenuri suplimentare (1 tren pe oră) spre Malvern sau Worcester Shrub Hill
- 1 tren pe oră spre Cardiff Central, oprind la Cheltenham Spa, Gloucester, Newport și Cardiff Central, operate de CrossCountry. Uneori, aceste trenuri opresc la Ashchurch for Tewkesbury, Lydney, Chepstow și Severn Tunnel Junction[8].

## Acces pentru persoane cu handicap
Sala principală a gării este la nivel cu strada, astfel că se paote ajunge ușor la la casa de bilete și podul peste peroane. Pentru a ajunge pe peron, există lifturi pe pod. Gara are o poartă automată de bilete largă, care poate fi utilizată de persoanele în scaune cu rotile.